# Lavalantula
Lavalantula é um telefilme americano de 2015, de ação, comédia e desastre de ficção científica dirigido por Mike Mendez. É o quarto filme da série de filmes Sharknado.
Uma sequência intitulada 2 Lava 2 Lantula foi lançada em 2016.